# Кубок Гибралтара по футболу
Кубок Гибралтара по футболу (англ. Rock Cup — Кубок скалы) — ежегодный кубковый турнир по футболу, проводящийся для гибралтарских футбольных клубов. Проводится с 1895 года, организатором турнира является футбольная ассоциация Гибралтара. С 2014 года обладатель кубка получает право на участие в Лиге Европы УЕФА.

## Обладатели кубка
| - 1894/95 ФК Гибралтар - 1896–1934 неизвестно - 1935/36 HMS Hood - 1936/37 Британия - 1937/38 ФК Европа - 1938/39 2-й батальон королевского полка - 1939/40 Британия - 1940/41 не проводился - 1941/42 A.A.R.A. - 1942/43 RAF Нью-Кэмп - 1943/44 4-й королевский шотландский батальон - 1945/46 ФК Европа - 1946/47 Гибралтар Юнайтед - 1947/48 Британия - 1948/49 Принс оф Уэльс - 1949/50 ФК Европа - 1950/51 ФК Европа - 1951/52 ФК Европа - 1953–55 неизвестно - 1956 Сент-Джозефс - 1957–73 неизвестно - 1973/74 Резервисты Манчестер Юнайтед - 1974/75 Глэсис Юнайтед | - 1975/76 2-й батальон RGJ - 1976/77 Манчестер Юнайтед - 1977/78 Сент-Яго Юнайтед - 1978/79 Сент-Джозефс - 1979/80 Манчестер Юнайтед - 1980/81 Глэсис Юнайтед - 1981/82 Глэсис Юнайтед - 1982/83 Сент-Джозефс - 1983/84 Сент-Джозефс - 1984/85 Сент-Джозефс - 1985/86 Линкольн - 1986/87 Сент-Джозефс - 1987/88 RAF Гибралтар - 1988/89 Линкольн Рельянс - 1989/90 Линкольн - 1990/91 неизвестно - 1991/92 Сент-Джозефс - 1992/93 Линкольн - 1993/94 Линкольн - 1994/95 Сент-Терезас - 1995/96 Сент-Джозефс - 1996/97 Глэсис Юнайтед - 1997/98 Глэсис Юнайтед | - 1998/99 Гибралтар Юнайтед - 1999/00 Гибралтар Юнайтед - 2000/01 Гибралтар Юнайтед - 2001/02 Линкольн - 2002/03 Гибралтар Юнайтед - 2003/04 Ньюкасл Юнайтед - 2004/05 Ньюкасл Юнайтед - 2005/06 Ньюкасл Юнайтед - 2006/07 Ньюкасл Юнайтед - 2007/08 Линкольн - 2008/09 Линкольн - 2009/10 Линкольн - 2010/11 Линкольн - 2011/12 Сент-Джозефс - 2013 Сент-Джозефс - 2014 Линкольн - 2015 Линкольн - 2016 Линкольн - 2017 ФК Европа - 2017/18 ФК Европа - 2019 ФК Европа - 2020 не проводился из-за пандемии COVID-19 - 2021 Линкольн - 2022 Линкольн - 2023 Бруно’с Мэгпайс |

Ньюкасл Юнайтед — временное название футбольного клуба «Линкольн»

### Победители
Так как победители нескольких сезонов неизвестны, статистика собрана только на основе имеющихся данных.
| Клуб                                 | Победы | Сезоны побед                                                                                               |
| ------------------------------------ | ------ | --- |
| Линкольн1                            | 18     | 1986, 1989, 1990, 1993, 1994, 2002, 2004, 2005, 2006, 2007, 2008, 2009, 2010, 2011, 2014, 2015, 2016, 2021 |
| Сент-Джозефс                         | 10     | 1956, 1979, 1983, 1984, 1985, 1987, 1992, 1996, 2012, 2013                                                 |
| ФК Европа                            | 8      | 1938, 1946, 1950, 1951, 1952, 2017, 2018, 2019                                                             |
| Глэсис Юнайтед                       | 5      | 1975, 1981, 1982, 1997, 1998                                                                               |
| Гибралтар Юнайтед                    | 4      | 1947, 1999, 2000, 2001                                                                                     |
| Манчестер 62                         | 4      | 19742, 1977, 1980, 2003                                                                                    |
| Британия                             | 3      | 1937, 1940, 1948                                                                                           |
| ФК Гибралтар                         | 1      | 1895 |
| HMS Hood                             | 1      | 1936 |
| 2-й батальон королевского полка      | 1      | 1939 |
| A.A.R.A.                             | 1      | 1942 |
| RAF Нью-Кэмп                         | 1      | 1943 |
| 4-й королевский шотландский батальон | 1      | 1944 |
| Принс оф Уэльс                       | 1      | 1949 |
| 2-й батальон RGJ                     | 1      | 1976 |
| Сент-Яго                             | 1      | 1978 |
| RAF Гибралтар                        | 1      | 1988 |
| Сент-Терезас                         | 1      | 1995 |